# Monopoly (노래)
Monopoly(모노폴리)는 미국 가수 아리아나 그란데와 빅토리아 머넷의 노래로, 2019년 4월 1일 리퍼블릭 레코드를 통해 발매되었다. 이 노래는 그란데, 머넷, 찰스 앤더슨, 마이클 포스터 및 프로듀서 팀 서비가 작곡했다. 2019년 3월 30일 모히건 선(Mohegan Sun)에서 그날 밤 예정된 콘서트를 앞두고 몇 시간 동안 촬영된 뮤직 비디오는 싱글과 함께 공개되었으며 알프레도 플로레스(Alfredo Flores)와 리키 알바레즈(Ricky Alvarez)가 감독을 맡았다.
"Monopoly"는 그란데의 다섯 번째 정규 앨범 Thank U, Next(2019)의 일본 한정판에 보너스 트랙으로 수록되었으며, 2 체인즈가 피처링한 "7 Rings"의 공식 리믹스도 함께 포함되었다. 그리스와 이스라엘에서는 상위 5위에 올랐고, 아일랜드, 일본, 뉴질랜드에서는 상위 20위에 올랐다. 그란데와 머넷은 스위트너 월드 투어(Sweetener World Tour)의 일부 쇼에서 공연했다.

## 인증
| 국가                               | 인증 | 판매량/출하량 |
| ---------------------------------- | ---- | ------------- |
| 오스트레일리아 (ARIA)              | 골드 | 35,000        |
| 캐나다 (뮤직 캐나다)               | 골드 | 40,000        |
| 영국 (BPI)                         | 실버 | 200,000       |
| 판매량+스트리밍을 기반으로 한 인증 |      |               |